# Gò Công Tây
Gò Công Tây là một huyện cũ thuộc tỉnh Tiền Giang, Việt Nam.

## Địa lý
Huyện Gò Công Tây nằm ở phía đông tỉnh Tiền Giang, có vị trí địa lý:
- Phía đông giáp thành phố Gò Công và huyện Gò Công Đông
- Phía tây giáp huyện Chợ Gạo
- Phía nam giáp huyện Tân Phú Đông
- Phía bắc giáp huyện Châu Thành, tỉnh Long An.

Huyện Gò Công Tây có diện tích 184,48 km², dân số năm 2020 là 127.753 người, mật độ dân số đạt 692 người/km².
Huyện lỵ là thị trấn Vĩnh Bình nằm cạnh Quốc lộ 50, cách thành phố Mỹ Tho khoảng 30 km về phía đông và cách thành phố Gò Công khoảng 12 km về phía tây.

### Địa mạo, địa hình, địa chất
Địa chất, địa bàn được hình thành chủ yếu qua quá trình bồi lắng trầm tích biển và phù sa của sông Cửu Long, trên bề mặt ở độ sâu 50 m có 2 loại trầm tích: Holocene (phù sa mới) và Pleistocene (phù sa cổ).
Địa mạo, huyện Gò Công Tây nằm trong khu vực hạ lưu tam giác châu thổ nhiễm mặn lợ, địa hình bằng phẳng nghiêng từ Tây sang Đông, xen lẫn với nhiều giồng cát lớn hình cánh cung. Cao trình phổ biến từ 0,6 - 1,0 m, bao gồm các vùng sau: 
- Vùng ven sông cửa Tiểu và rạch Tra có cao trình 0,8–1,0 mét.
- Vùng các giồng cổ hiện bị phủ phù sa có cao trình 0,9–1,1 mét.
- Vùng còn lại có cao trình 0,5–0,9 mét và có khuynh hướng thấp dần từ Tây sang Đông, cá biệt có một số vùng trũng (có cao trình 0,2- 0,3 mét).

Địa chất công trình, trên nền phù sa mới, tầng đất mặt trong khoảng 1–8m có đặc tính không thích ứng với việc xây dựng công trình lớn (góc ma sát trong 2–3°, lực dính 0,1–0,2 kg/cm², hệ số nén lún 0,2–0,3 cm²/kg). Các tầng đất từ 3–30m do là giồng cát (tỉ lệ cát 19- 64%) nên có đặc điểm địa chất công trình khá (góc ma sát trong 8–16°, lực dính 0,3–0,9 kg/cm², hệ số nén lún 0,02–0,03 cm²/kg).

### Khí hậu
Điều kiện khí hậu, thời tiết của huyện Gò Công Tây mang các đặc điểm chung: nền nhiệt cao, biên độ nhiệt ngày đêm nhỏ, khí hậu phân hóa thành 2 mùa 
tương phản (mùa mưa từ tháng V đến tháng XI và mùa khô từ tháng XII đến tháng IV). Các chỉ số chung như sau: 
- Nhiệt độ trung bình 27 °C, chênh lệch giữa các tháng khoảng 3–5 °C
- Tổng tích ôn năm cao (khoảng 9.800–10.000 °C)
- Lượng mưa thuộc vào loại thấp so với khu vực đồng bằng sông Cửu Long (<1,350 mm/năm), ẩm độ không khí bình quân 79- 82% và thay đổi theo mùa, lượng bốc hơi trung bình 3,5–4,0 mm/ngày.
- Số giờ nắng cao (2.400–2.600 giờ) và phân hóa theo mùa.
- Vào mùa mưa, gió mùa Tây Nam mang theo nhiều hơi nước với hướng gió thịnh hành là Tây Nam, tốc độ trung bình 2,4 m/s; vào mùa khô, gió mùa Đông Bắc

mang không khí khô có hướng gió thịnh hành là Đông Bắc và Đông, tốc độ gió trung bình 3,8 m/s và thường gây gió chướng đẩy mặn xâm nhập sâu vào đất liền.

### Thủy văn
Hai sông chính trên địa bàn là sông Cửa Tiểu và sông Tra chịu ảnh hưởng bán nhật triều không đều của biển Đông. Hàng năm mực nước trung bình cao nhất vào tháng 10–11 và thấp nhất vào tháng 6–7 (biên độ triều tại trạm Hòa Bình–Vĩnh Hựu vào mùa khô là 3,17 m).
Nguồn cung cấp nước chủ yếu cho khu vực là sông Cửa Tiểu qua các cửa lấy nước chính: Xuân Hòa, Vàm Giồng và phía Nam được bổ sung thêm nước ở sông 
Tra qua cống số 2, 3, 4, cống Gò Công.
Địa bàn huyện Gò Công Tây là vùng ảnh hưởng lợ trong vòng 5- 6 tháng/năm với cao điểm nhiễm mặn vào tháng 3 và tháng 4. Đặc biệt trên sông cửa Tiểu vào đầu và cuối mùa khô, biến thiên về độ mặn rất lớn theo con triều. Chế độ mặn của hệ thống sông Tra khắc nghiệt hơn tại sông cửa Tiểu. Hệ thống thủy lợi ngọt hóa Gò Công về cơ bản đã bao đê ngăn mặn và tạo nguồn tiếp ngọt cho hầu hết đất nông nghiệp tại địa bàn.

### Tài nguyên đất
Địa bàn huyện có 3 nhóm đất sau: 
- Nhóm đất phù sa: Tổng diện tích 14.182 ha, chiếm 77,2% diện tích tự nhiên, do phù sa sông Tiền Giang bồi đắp, có nước ngọt rất phù hợp cho phát triển nông nghiệp.
- Nhóm đất mặn: Tổng diện tích 1.428,4 ha, chiếm 7,8% diện tích tự nhiên. Đất phù sa nhiễm mặn chiếm diện tích rất thấp tại khu vực phía Bắc.
- Nhóm đất cát giồng: Tổng diện tích 2.762,5 ha, chiếm 15,0% diện tích tự nhiên, phân bổ rải rác ở huyện Gò Công Tây. Đất phù sa phủ trên nền giồng cát có ddặc điểm cao trình khá cao, tiêu nước tốt nhưng khó tưới, độ phì từ trung bình đến khá thích nghi cho canh tác vườn và thổ cư. Trong điều kiện trồng lúa thì chi phí tưới khá cao.[3]

### Tài nguyên khoáng sản
Trên địa bàn huyện Gò Công Tây không có tài nguyên khoáng sản quan trọng; nguồn nước ngầm ngọt chủ yếu chỉ phân bố tại khu vực phía Tây.

### Tài nguyên sinh vật
Do điều kiện ngọt hóa và canh tác lâu đời, thảm thực vật tự nhiên đã được thay thế bằng hệ thống thực vật nông nghiệp, một số thực vật đặc trưng cho rừng ngập vùng lợ (bần, sú,...) chỉ tồn tại ven sông. Tài nguyên thủy sinh trên sông Tra và sông Cửa Tiểu tương đối phong phú; tuy nhiên thủy sinh vật trong các kênh rạch nội đồng có khuynh hướng thay đổi thành phần loài theo hướng thích nghi môi 
trường nước dưới tác động của việc đóng cống ngăn mặn.

## Lịch sử
Vùng đất này trước đây thuộc tỉnh Gò Công, tuy nhiên cũng có thời kỳ thuộc huyện Gò Công, tỉnh Mỹ Tho.
Trong giai đoạn 1957-1968, chính quyền Mặt trận Dân tộc Giải phóng miền Nam Việt Nam và sau này là Chính phủ Cách mạng lâm thời Cộng hòa miền Nam Việt Nam đặt huyện Gò Công trực thuộc tỉnh Mỹ Tho. Đến tháng 8 năm 1968, huyện Gò Công lại được chính quyền Cách mạng tách ra khỏi tỉnh Mỹ Tho để tái lập tỉnh Gò Công. Vùng đất Gò Công Tây ngày nay khi đó tương ứng với huyện Tây thuộc tỉnh Gò Công trong giai đoạn 1968-1976.
Sau ngày 30 tháng 4 năm 1975, chính quyền quân quản Cộng hòa miền Nam Việt Nam ban đầu vẫn đặt huyện Tây thuộc tỉnh Gò Công cho đến đầu năm 1976.
Tháng 2 năm 1976, tỉnh Gò Công sáp nhập với tỉnh Mỹ Tho và thành phố Mỹ Tho để thành lập tỉnh Tiền Giang. Lúc này, huyện Tây sáp nhập với huyện Đông thành huyện Gò Công thuộc tỉnh Tiền Giang.
Ngày 26 tháng 3 năm 1977, Hội đồng Chính phủ ban hành Quyết định số 77-CP. Theo đó, chuyển thị xã Gò Công thành thị trấn Gò Công, thị trấn huyện lỵ huyện Gò Công.
Ngày 13 tháng 4 năm 1979, Hội đồng Chính phủ ban hành Quyết định số 155-CP. Theo đó, chia huyện Gò Công thành hai huyện Gò Công Đông và Gò Công Tây.
Huyện Gò Công Tây gồm thị trấn Vĩnh Bình và 15 xã: Bình Nhì, Bình Phú, Bình Tân, Đồng Sơn, Đồng Thạnh, Long Bình, Long Vĩnh, Phú Thạnh, Tân Phú, Tân Thới, Thành Công, Thạnh Nhựt, Thạnh Trị, Vĩnh Hựu, Yên Luông.
Ngày 16 tháng 2 năm 1987, Hội đồng trưởng ban hành Quyết định số 37-HĐBT. Theo đó, điều chỉnh một phần diện tích, dân số của hai xã Thành Công, Yên Luông để tái lập thị xã Gò Công.
Ngày 14 tháng 1 năm 2002, thành lập xã Tân Thạnh trên cơ sở 1.134,32 ha diện tích tự nhiên và 2.836 người của xã Tân Phú; 550,2 ha diện tích tự nhiên và 1.769 người của xã Tân Thới; 552,51 ha diện tích tự nhiên và 358 người của xã Phú Thạnh..
Cuối năm 2007, huyện Gò Công Tây có 17 đơn vị hành chính trực thuộc, gồm thị trấn Vĩnh Bình và 16 xã: Bình Nhì, Bình Phú, Bình Tân, Đồng Sơn, Đồng Thạnh, Long Bình, Long Vĩnh, Phú Thạnh, Tân Phú, Tân Thạnh, Tân Thới, Thành Công, Thạnh Nhựt, Thạnh Trị, Vĩnh Hựu, Yên Luông.
Ngày 21 tháng 1 năm 2008, Chính phủ ban hành Nghị định 09/2008/NĐ-CP. Theo đó:
- Điều chỉnh một phần diện tích và dân số của xã Thành Công về xã Bình Xuân, thị xã Gò Công quản lý
- Tách 4 xã: Tân Thới, Tân Phú, Phú Thạnh, Tân Thạnh để thành lập huyện Tân Phú Đông.

Sau khi điều chỉnh địa giới hành chính, huyện Gò Công Tây còn lại 18,447.61 ha diện tích tự nhiên và 131,252 người với 13 đơn vị hành chính trực thuộc, gồm 1 thị trấn và 12 xã.

## Hành chính
Huyện Gò Công Tây có 13 đơn vị hành chính cấp xã trực thuộc, bao gồm thị trấn Vĩnh Bình (huyện lỵ) và 12 xã: Bình Nhì, Bình Phú, Bình Tân, Đồng Sơn, Đồng Thạnh, Long Bình, Long Vĩnh, Thành Công, Thạnh Nhựt, Thạnh Trị, Vĩnh Hựu, Yên Luông.

## Kinh tế
Tốc độ tăng trưởng giá trị sản xuất của huyện bình quân giai đoạn 2016 - 2020 đạt 3,7%/năm. Trong đó: khu vực nông, lâm, ngư nghiệp tăng bình quân 1,9%/năm; khu vực công nghiệp – xây dựng tăng bình quân 8,3%/năm; khu vực thương mại - dịch vụ - du lịch tăng bình quân 5,8%/năm.
Giá trị sản xuất/người năm 2020 đạt 64,4 triệu đồng (GTSX/người của tỉnh là 150,8 triệu đồng).
Tổng vốn đầu tư toàn xã hội: Tổng vốn đầu tư toàn xã hội (theo báo cáo của Cục Thống kê tỉnh) giai đoạn 2016-2019 là 3.483 tỷ đồng; riêng năm 2020 là 2.364 tỷ đồng, cả giai đoạn 2016-2020 là 5.847 tỷ đồng.
Cơ cấu kinh tế: Cơ cấu kinh tế theo giá trị sản xuất (theo giá hiện hành): Khu vực 1 chiếm 62,22%; khu vực 2 chiếm 16,54%; khu vực 3 đạt 21,24%.
Tốc độ tăng dân số bình quân đến năm 2020 còn 0,70%.
Có 100% trạm y tế xã, thị trấn đạt tiêu chí quốc gia về Y tế xã. Đến năm 2020 tỷ lệ dân số tham gia bảo hiểm y tế đạt 92%; có 3,5 Bác sĩ/1 vạn dân và 7 giường bệnh/1 vạn dân.
Hàng năm tạo việc làm mới cho 615 lao động. Tỷ lệ lao động được đào tạo 35%.
Tỷ lệ hộ nghèo còn 1,7%.
Tỷ lệ hộ nông thôn sử dụng điện là 100%.
Tỷ lệ hộ dân nông thôn sử dụng nước hợp vệ sinh đạt 100%. Chất thải rắn được xử lý đúng quy định đạt 90%; tỷ lệ rác thải y tế được thu gom và xử lý 98% và tỷ lệ nước thải y tế được thu gom và xử lý 76%.
Huy động đạt 10% cháu từ 24-36 tháng tuổi vào nhà trẻ; Bậc mẫu giáo đạt 85%, riêng trẻ 5 tuổi đạt 100%; Tiểu học 100%; Trung học cơ sở 98%; Trung học phổ thông trên 60%.
Đất đai của huyện nằm giữa hệ thống sông rạch lớn, phía nam là sông Cửa Tiểu và sông Trà ở phía Bắc. Đây là hai tuyến giao thông huyết mạch từ Sài Gòn và các địa phương ven Biển Đông đi các tỉnh miền Tây Nam Bộ và sang Campuchia. Địa hình tương đối bằng phẳng, do ảnh hưởng của chế độ bán nhật triều mạnh, nên phần lớn đất đai nơi đây bị nhiễm phèn, mặn nặng.
Ngành công nghiệp xây dựng phát triển chậm, thương mại dịch vụ mang tính chất nhỏ lẻ. Các nhành Nông, Lâm, Ngư nghiệp là ngành kinh tế chủ đạo của huyện. Cây trồng chính là lúa nước. Sản lượng lương thực hằng năm đạt trên 170.000 tấn. Ngoài 2 - 3 vụ lúa chuyên canh trong năm, nông dân huyện còn trồng nhiều loại cây màu như: dưa hấu, bắp, rau đậu các loại...
Kinh tế vườn cũng khá phát triển với nhiều loại cây trái như xoài, bưởi, mãng cầu xiêm... Chăn nuôi gia súc, gia cầm phát triển nhanh về số lượng và chất lựơng. Khai thác thủy hải sản đã và đang là một mũi nhọn kinh tế của huyện.
Mặc dù là một địa phương thuộc một tỉnh nổi tiếng vế cây trái, nhưng Gò Công Tây lại là địa phương có diện tích trồng hoa màu, rau củ rất nhiều, nhiều hơn cả diện tích trồng hoa quả. Hoa màu, rau củ ở đây chủ yếu được cung cấp cho tỉnh Tiền Giang và một phần cho Thành phố Hồ Chí Minh.

### Giáo dục – đào tạo
Cơ sở giáo dục do Phòng Giáo dục quản lý: 
- Giáo dục mầm non: có 17 trường (trong đó 15 trường công lập, 02 trường mầm non tư thục).
- Giáo dục phổ thông: có 16 trường tiểu học và 6 trường trung học cơ sở.
- Trường đạt chuẩn Quốc gia: có 29/37 trường đạt chuẩn Quốc gia, tỉ lệ: 78,37%; trong đó: Mầm non đạt 11/15 trường, tỉ lệ:73,33%; Tiểu học đạt 16/16 trường, tỉ lệ: 100%; Trung học cơ sở đạt 2/6 trường, tỉ lệ: 33,33%.

Cơ sở giáo dục do Sở Giáo dục và Đào tạo quản lý: 
- Trường Trung học phổ thông có 4 trường:
  - Trường THPT Vĩnh Bình: Ấp Thạnh Hưng, xã Đồng Thạnh
  - Trường THPT Nguyễn Văn Thìn: Khu phố 5, thị trấn Vĩnh Bình
  - Trường THCS và THPT Phú Thành: Ấp Bình Lạc, xã Thành Công
  - Trường THCS Và THPT Long Bình: Ấp Thới Hòa, xã Long Bình.

## Dân số
Theo số liệu dân số trung bình từ năm 2010–2020 (niên giám thống kê năm 2020 của huyện Gò Công Tây), biến động dân số trên địa bàn huyện không lớn, trung bình khoảng 450 người–500 người/năm. Cụ thể như sau: 
- Tổng dân số toàn huyện năm 2010: 125.452 người; Năm 2017: 129.124 người; Năm 2018: 127.763 người; Năm 2019: 127.260 người; Năm 2020: 127.753 người.
- Biến động dân số giai đoạn 2010–2017: giảm 3.672 người; Giai đoạn 2017-2020: tăng 1.371 người.

Dân cư phân bố không đồng đều giữa các xã, thị trấn. Do điều kiện tự nhiên, kinh tế - xã hội là huyện nông thôn nên dân cư thành thị chiếm tỷ lệ thấp, dân cư sinh sống ở địa bàn nông thôn chiếm đến 91,12%, dân cư thành thị chiếm 8,88% dân số cả huyện. Tốc độ đô thị hóa chậm, phát triển công nghiệp và dịch vụ chưa cao.
Mật độ dân số tập trung cao ở vùng đô thị (thị trấnVĩnh Bình): 1.493 người/km², ở các xã còn lại có mật độ dân cư trung bình (400–1000 người/km²) 
phân bố tương đối đồng đều, chênh lệch không lớn (591 - 793 người/km²).

## Hình ảnh

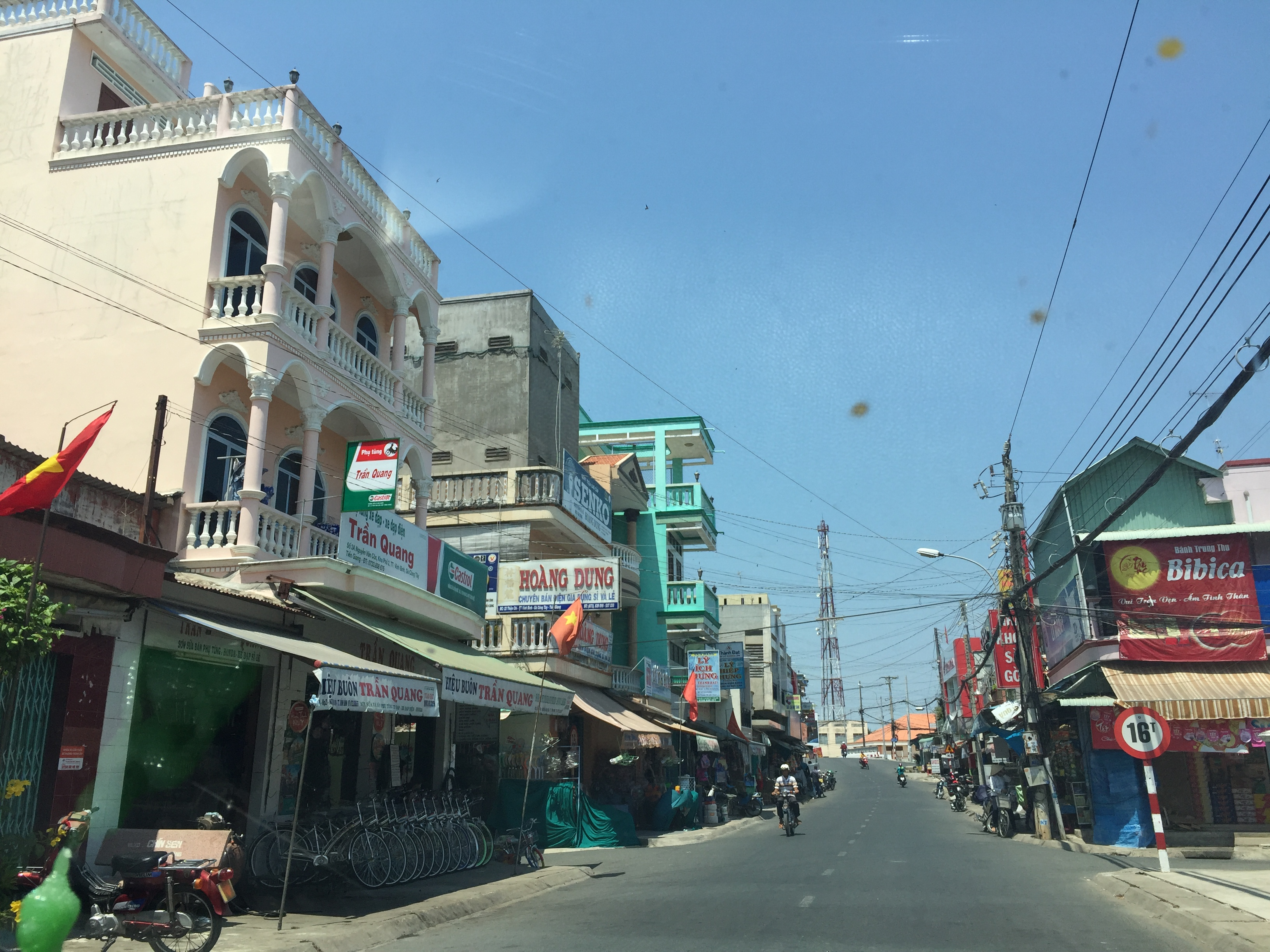
Thị trấn Vĩnh Bình
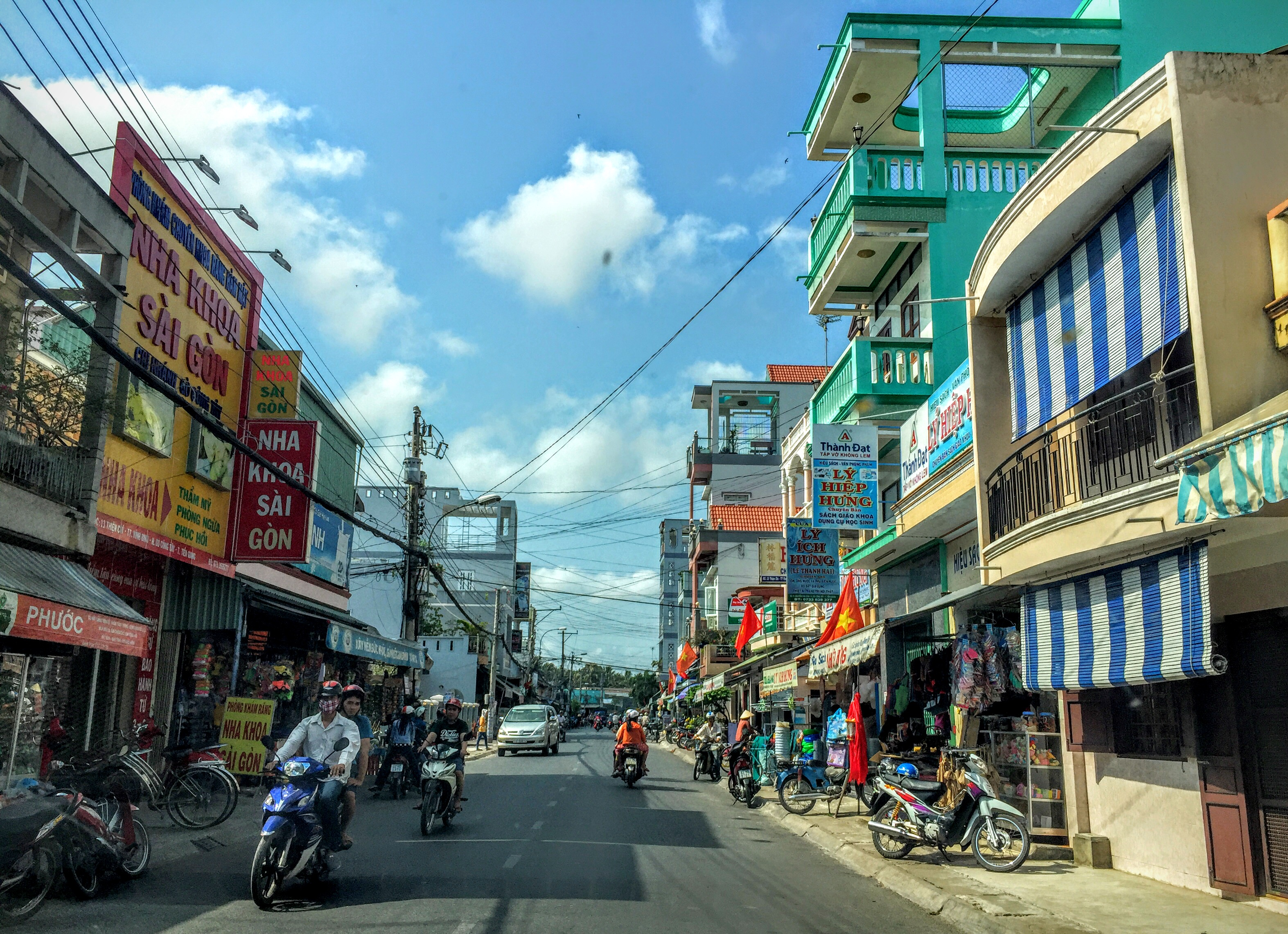
Một góc thị trấn Vĩnh Bình